# Рэндл, Джулиус
Джулиус Дейон Рэндл (англ. Julius Deion Randle; род. 29 ноября 1994 года в Далласе, Техас, США) — американский профессиональный баскетболист, выступающий за команду Национальной баскетбольной ассоциации «Миннесота Тимбервулвз». Был выбран на драфте НБА 2014 года в первом раунде под общим седьмым номером. Играет на позиции тяжёлого форварда. На студенческом уровне отыграл один сезон за команду «Кентукки Уайлдкэтс».

## Университетская карьера
20 марта 2013 года Рэндл объявил, что будет поступать в Кентуккийский университет, хотя ему также предлагали спортивную стипендию университеты Техаса, Канзаса и Флориды. Он вместе с братьями близнецами Эндрю и Аароном Харрисонами, Джеймсом Янгом, Дакари Джонсоном и Маркусом Ли был выбран для участия во всеамериканских юношеских играх McDonald’s, а также Jordan Brand Classic.
28 февраля 2014 года Рэндл был назван одним из 10 полуфиналистов на приз Нейсмита лучшему игроку года среди студентов. Он также помог «Уайлдкэтс» дойти до финала чемпионата NCAA, где его команда проиграла университету Коннектикута. Сезон 2013/14 Рэндл закончил с 24 дабл-даблами — второй показатель в истории университета Кентукки и лучший результат для новичка. За 40 игр сезона он в среднем за игру набирал 15 очков, делал 10,4 подбора и 1,4 передачи.
22 апреля 2014 года Джулиус Рэндл объявил, что не собирается больше оставаться в университете и планирует выставить свою кандидатуру на драфт.

## Профессиональная карьера

### Лос-Анджелес Лейкерс (2014—2018)
26 июня 2014 года Рэндл был выбран на драфте НБА 2014 года под общим седьмым номером клубом «Лос-Анджелес Лейкерс» и уже 13 июля он подписал с командой контракт новичка. В этот же день он дебютировал в составе команды на Летней лиги НБА. В игре Рэндл набрал 10 очков и сделал 2 подбора, а его клуб проиграл «Нью-Орлеан Пеликанс» со счётом 73:90. За четыре игры в Летней лиге его средняя результативность составила 12,5 очка, 4,3 подбора и 1,5 передачи.
28 октября 2014 года в матче-открытии чемпионата НБА против «Хьюстон Рокетс» Рэндл получил травму правой голени. На следующий день он перенёс успешную операцию и было объявлено, что он пропустит остаток сезона. 9 марта 2015 года его лечащий врачи разрешили баскетболисту заниматься в тренажёрном зале и тренироваться на баскетбольной площадке.
В июле 2015 года Рэндл принял участие в летней лиге НБА. В своих первых после возвращения матчах он не очень успешно играл под кольцом и делал подборы, однако в среднем за игру набирал более 11 очков и делал 4 подбора. 15 октября «Лейкерс» воспользовались опцией контракта и продлили соглашение с игроком до конца сезона 2016/17 годов. В матче-открытии сезона 2015/16 против «Миннесоты Тимбервулвз» Джулиус вышел в стартовом составе и сделал дабл-дабл: набрал 15 очков и сделал 11 подборов. 1 ноября в игре против «Даллас Маверикс» он набрал 22 очка и сделал 15 подборов. 25 марта 2016 года сделал свой первый трипл-дабл в НБА: в игре против «Денвер Наггетс» (105—116) Рэндл набрал 13 очков и сделал 18 подборов и 10 передач. 21-летний Джулиус стал самым молодым игроком «Лейкерс», сделавшим трипл-дабл, со времён Мэджика Джонсона. 6 апреля 2016 года впервые в карьере сделал 20 подборов в одном матче НБА — в игре против «Клипперс» (81-91).
15 ноября 2016 года в игре против «Бруклин Нетс» сделал свой второй трипл-дабл — 17 очков, 14 подборов и 10 передач. «Лейкерс» победили в этом матче 125—118. 30 ноября сделал 20 подборов и набрал 13 очков за 31 минуту в победном матче с «Чикаго Буллз» (96-90). 3 января 2017 года сделал свой третий трипл-дабл в победном матче против «Мемфис Гриззлис» (116—102). Рэндл набрал 19 очков (9 из 15 попаданий с игры), сделал 14 подборов и рекордные в карьере 11 передач за 37 минут.
В сезоне 2017/18 годов Рэндл стал единственным игроком «Лейкерс», отыгравшим все 82 игры регулярного чемпионата. Выходя в стартовом составе своей команды он в среднем за игру набирал 18,6 очка и делал 9,1 подбора и 3,1 передачи.
2 июля 2018 года «Лейкерс» отказались подтверждать последний год его контракта и Рэндл стал неограниченно свободным агентом.

### Нью-Орлеан Пеликанс (2018—2019)
9 июля 2018 года Рэндл подписал двухлетний контракт на сумму 18 млн долларов с «Нью-Орлеан Пеликанс».
15 марта 2019 года он набрал максимальные за карьеру 45 очков в матче против «Портленд Трэйл Блэйзерс».[38]
16 июня 2019 года Рэндл отказался от опции игрока в контракте и стал свободным агентом.[39]

### Нью-Йорк Никс (2019—2024)
9 июля 2019 года Рэндл подписал трехлетний контракт с «Нью-Йорк Никс» на сумму 63 миллиона долларов.
23 февраля 2020 года Рэндл был включен в число запасных на Матч всех звезд НБА 2021 года. После окончания регулярного сезона Рэндл был назван самым прогрессирующим игроком НБА, получив 98 из 100 выборов в голосовании за первое место. Он также был включен во вторую пятерку Сборной всех звёзд НБА.
27 августа 2021 года «Никс» продлили с ним контракт на четыре года на сумму 117 миллионов долларов.

### Миннесота Тимбервулвз (2024—настоящее время)
В сентябре 2024 года был обменян вместе с Донте Дивинченцо и драфт-пиком первого раунда на Карла-Энтони Таунса в «Миннесоту Тимбервулвз». 22 октября 2024 года Рэндл дебютировал в составе «Тимбервулвз», набрав 16 очков, девять подборов и четыре передачи, в матче против своей бывшей команды «Лос-Анджелес Лейкерс» в поражении со счетом 103:110.
29 июня 2025 года стало известно, что Рэндл и «Тимбервулвз» подпишут новый 3-летний контракт на 100 млн долларов с опцией игрока на сезон 2027/28.

## Статистика

### Статистика в НБА
| Сезон                                                                                    | Команда    | Регулярный сезон | Регулярный сезон | Регулярный сезон | Регулярный сезон | Регулярный сезон | Регулярный сезон | Регулярный сезон | Регулярный сезон | Регулярный сезон | Регулярный сезон | Регулярный сезон | Серия плей-офф | Серия плей-офф | Серия плей-офф | Серия плей-офф | Серия плей-офф | Серия плей-офф | Серия плей-офф | Серия плей-офф | Серия плей-офф | Серия плей-офф | Серия плей-офф |
| Сезон                                                                                    | Команда    | GP               | GS               | MPG              | FG%              | 3P%              | FT%              | RPG              | APG              | SPG              | BPG              | PPG              | GP             | GS             | MPG            | FG%            | 3P%            | FT%            | RPG            | APG            | SPG            | BPG            | PPG            |
| ---------------------------------------------------------------------------------------- | ---------- | ---------------- | ---------------- | ---------------- | ---------------- | ---------------- | ---------------- | ---------------- | ---------------- | ---------------- | ---------------- | ---------------- | -------------- | -------------- | -------------- | -------------- | -------------- | -------------- | -------------- | -------------- | -------------- | -------------- | -------------- |
| 2014/15                                                                                  | Лейкерс    | 1                | 0                | 13,6             | 33,3             | 0,0              | 0,0              | 0,0              | 0,0              | 0,0              | 0,0              | 2,0              | Не участвовал  | Не участвовал  | Не участвовал  | Не участвовал  | Не участвовал  | Не участвовал  | Не участвовал  | Не участвовал  | Не участвовал  | Не участвовал  | Не участвовал  |
| 2015/16                                                                                  | Лейкерс    | 81               | 60               | 28,2             | 42,9             | 27,8             | 71,5             | 10,2             | 1,8              | 0,7              | 0,4              | 11,3             | Не участвовал  | Не участвовал  | Не участвовал  | Не участвовал  | Не участвовал  | Не участвовал  | Не участвовал  | Не участвовал  | Не участвовал  | Не участвовал  | Не участвовал  |
| 2016/17                                                                                  | Лейкерс    | 74               | 73               | 28,8             | 48,8             | 27,0             | 72,3             | 8,6              | 3,6              | 0,7              | 0,5              | 13,2             | Не участвовал  | Не участвовал  | Не участвовал  | Не участвовал  | Не участвовал  | Не участвовал  | Не участвовал  | Не участвовал  | Не участвовал  | Не участвовал  | Не участвовал  |
| 2017/18                                                                                  | Лейкерс    | 82               | 49               | 26,7             | 55,8             | 22,2             | 71,8             | 8,0              | 2,6              | 0,5              | 0,5              | 16,1             | Не участвовал  | Не участвовал  | Не участвовал  | Не участвовал  | Не участвовал  | Не участвовал  | Не участвовал  | Не участвовал  | Не участвовал  | Не участвовал  | Не участвовал  |
| 2018/19                                                                                  | Нью-Орлеан | 73               | 49               | 30,6             | 52,4             | 34,4             | 73,1             | 8,7              | 3,1              | 0,7              | 0,6              | 21,4             | Не участвовал  | Не участвовал  | Не участвовал  | Не участвовал  | Не участвовал  | Не участвовал  | Не участвовал  | Не участвовал  | Не участвовал  | Не участвовал  | Не участвовал  |
| 2019/20                                                                                  | Нью-Йорк   | 64               | 64               | 32,5             | 46,0             | 27,7             | 73,3             | 9,7              | 3,1              | 0,8              | 0,3              | 19,5             | Не участвовал  | Не участвовал  | Не участвовал  | Не участвовал  | Не участвовал  | Не участвовал  | Не участвовал  | Не участвовал  | Не участвовал  | Не участвовал  | Не участвовал  |
|                                                                                          | Всего      | 375              | 295              | 29,2             | 49,3             | 29,5             | 72,4             | 9,0              | 2,8              | 0,7              | 0,5              | 16,1             | Не участвовал  | Не участвовал  | Не участвовал  | Не участвовал  | Не участвовал  | Не участвовал  | Не участвовал  | Не участвовал  | Не участвовал  | Не участвовал  | Не участвовал  |
| Наведите курсор мыши на аббревиатуры в заголовке таблицы, чтобы прочесть их расшифровку. |            |                  |                  |                  |                  |                  |                  |                  |                  |                  |                  |                  |                |                |                |                |                |                |                |                |                |                |                |

### Статистика в колледже
| Сезон                                                                                   | Команда  | GP | GS | MPG  | FG%  | 3P%  | FT%  | RPG  | APG | SPG | BPG | PPG  |  |
| --------------------------------------------------------------------------------------- | -------- | -- | -- | ---- | ---- | ---- | ---- | ---- | --- | --- | --- | ---- |  |
| 2013/14                                                                                 | Кентукки | 40 | 40 | 30,8 | 50,1 | 16,7 | 70,6 | 10,4 | 1,4 | 0,5 | 0,8 | 15,0 |  |
|                                                                                         | Всего    | 40 | 40 | 30,8 | 50,1 | 16,7 | 70,6 | 10,4 | 1,4 | 0,5 | 0,8 | 15,0 |  |
| Наведите курсор мыши на аббревиатуры в заголовке таблицы, чтобы прочесть их расшифровку |          |    |    |      |      |      |      |      |     |     |     |      |  |

### Трипл-даблы (3)
. 3 в регулярных сезонах
| № | Сезон   | Дата           | Клуб                 | Соперник        | Счёт    | Мин | Очки | Пд | РП | Пх | БШ |
| - | ------- | -------------- | -------------------- | --------------- | ------- | --- | ---- | -- | -- | -- | -- |
| 1 | 2015/16 | 25 марта 2016  | Лос-Анджелес Лейкерс | Денвер Наггетс  | 105-116 | 34  | 13   | 18 | 10 | 0  | 1  |
| 2 | 2016/17 | 15 ноября 2016 | Лос-Анджелес Лейкерс | Бруклин Нетс    | 125-118 | 31  | 17   | 14 | 10 | 0  | 0  |
| 3 | 2016/17 | 3 января 2017  | Лос-Анджелес Лейкерс | Мемфис Гриззлис | 116-102 | 37  | 19   | 14 | 11 | 1  | 0  |